# یوتارو چینن
یوتارو چینن (انگلیسی: Yutaro Chinen؛ زادهٔ ۱۹ نوامبر ۱۹۹۳) بازیکن فوتبال اهل ژاپن است.